# Breakaway (film, 1956)
Pour les articles homonymes, voir Breakaway.
Breakaway est un film britannique de genre thriller réalisé par Henry Cass, sorti en 1956. C'est une suite du film Barbados Quest (en) de Bernard Knowles sorti en juillet 1955.

## Synopsis
Un détective privé est aux trousses d'une formule secrète volée et d'une jeune femme kidnappée.

## Fiche technique
- Réalisation : Henry Cass
- Scénario : Norman Hudis d'après une histoire originale de Manning O'Brine (en)
- Producteurs : Robert S. Baker, Monty Berman
- Photographie : Monty Berman
- Montage : Anne Barker
- Musique : Stanley Black, Ivor Slaney
- Société de production : Cipa
- Distribution : RKO Radio Pictures
- Genre : Thriller[1]
- Durée : 72 minutes
- Date de sortie : 16 juillet 1956 (Royaume-Uni)[2]

## Distribution
- Tom Conway : Tom « Duke » Martin
- Michael Balfour as Barney
- Honor Blackman : Paula Grant / Paula Jackson
- Brian Worth as Johnny Matlock
- Bruce Seton : Webb
- Freddie Mills : Pat
- Alexander Gauge : MacAllister
- John Horsley : Michael Matlock
- Paddy Webster : Diane Grant
- John Colicos : First Kidnapper
- Larry Taylor : Second Kidnapper
- Arthur Lowe : Mitchell

## Réédition
Le film a été réédité en DVD par Odeon Entertainment en 2007.